# Рута Ванагайте
Рута Ванага́йте (лит. Rūta Vanagaitė Rūta Vanagaitė; рід. 25 січня 1955 року, Шяуляй) — литовська театральна критикиня, письменниця, журналістка, громадська діячка з Вільнюса. Володіє, окрім рідної литовської, також російською, англійською, фінською, польською та французькою мовами.

## Біографія
Рута Ванагайте народилася 25 січня 1955 року в місті Шяуляй. З 1961 по 1972 рік навчалася у Вільнюській середній школі № 22.
У 1978 році закінчила Державний інститут театрального мистецтва імені А. В. Луначарського, де вивчала театральне мистецтво. Ще до закінчення навчання вона дебютувала як авторка статей про театр. У 1978 році стала керівником розділу театру, кіно і телебачення в щомісячнику „Kultūros barai“, а потім працювала в щотижневій газеті „Literatūra ir menas“.
З 1985 по 1989 рік жила в Гельсінкі, де працювала в бібліотеці Університету Гельсінкі і писала статті на соціально-культурні теми в газеті «Helsingin Sanomat».
У 1989 році повернулася в Литву і стала художнім керівником Національного молодіжного театру. З 1991 року в Литві вона організовувала міжнародний театральний фестиваль LIFE. У 1999—2001 роках була радником з культури і комунікації прем'єр-міністра Роландаса Паксаса (якому згодом довічно заборонили обіймати державні посади через доведені проросійські зв'язки). У 2001 році заснувала агентство зв'язків з громадськістю «Acta Publica». З 2006 року керує агентством «Vilko valia».
У 2015 році, після спілкування з Ефраїмом Зуроффом, дізналася про знищення литовських євреїв під час Голокосту й почала роботу над книжкою «Свої. Подорож з ворогом», яка вийшла через рік. У книзі вона оприлюднила масову добровільну участь литовців у вбивствах євреїв і привласненні їхнього майна, які до того вже були предметом професійних досліджень литовських істориків, але не виносилися на обговорення у публічний простір. Після виходу книги в світ, зі слів Ванагайте, від неї відвернулися багато рідних і друзів .
У березні 2017 року Рута Ванагайте приїжджала до Білорусі на запрошення нобелівського лауреата Світлани Алексієвич, на лекцію в траурний день 2 березня (того самого дня 75 років тому знищили близько 5 тисяч в'язнів мінського гетто, на місці якого тепер меморіал «Яма»). У 2018 році Рута Ваганайте виступала в Ізраїлі . Книга «Свої. Подорож з ворогом» вийшла в перекладі на іврит пі назвою "מסע עם האויב ", а також у російському, англійському та польському перекладах.
Рута Ванагайте співпрацює з німецьким істориком Крістофом Дікманом над новою книжкою про Голокост «Як це сталося?» (її планують видати 2020 року).

## Публікації
- «Pareigos metas». Vilnius: Alma littera, 2014. — 300 стор.
- «Ne bobų vasara». Vilnius: Alma littera, 2015. — 166 стор.
- «Ne bobų reikalai». Vilnius: Alma littera. — 107 стор.
- «Jis». Vilnius: Alma littera, 2016. — 240 стор.
- «Ne bobų vasara» (рос.) «Чи не бабине літо», Vilnius: Alma littera, 2013 (перше вид.), 168 стор. Перший бестселер: художня проза про сучасну Литві, світ жінок «за п'ятдесят»[10] .